# Lijst van rijksmonumenten in Groenekan
De plaats Groenekan telt 39 inschrijvingen in het rijksmonumentenregister. Hieronder een overzicht. De rijksmonumenten die te maken hebben met de Nieuwe Hollandse Waterlinie rond respectievelijk Fort Voordorp en Fort Ruigenhoek, staan hieronder geclusterd in afzonderlijke secties.

## Diverse rijksmonumenten
| Object                        | Oorspronkelijke functie?  | Bouwjaar | Architect                                         | Locatie               | Coördinaten?                | Nr.?   | Afbeelding                    |
| ----------------------------- | ------------------------- | -------- | ------------------------------------------------- | --------------------- | --------------------------- | ------ | ----------------------------- |
| Geesina                       | Industrie- en poldermolen | 1843     |                                                   | Ruigenhoeksedijk 32   | 52° 7' 36" NB, 5° 8' 27" OL | 26505  | Meer afbeeldingen             |
| Voordaan: parkaanleg          | Tuin, park en plantsoen   | 1905     | Jan Copijn                                        | Groenekanseweg bij 85 | 52° 7' 26" NB, 5° 9' 17" OL | 517559 | Meer afbeeldingen             |
| Voordaan: landhuis            | Kasteel, buitenplaats     | 1905     |                                                   | Groenekanseweg 85     | 52° 7' 24" NB, 5° 9' 16" OL | 517560 | Meer afbeeldingen             |
| Welgelegen                    | Woonhuis                  | ca. 1881 | C. Stoffels                                       | Groenekanseweg 90     | 52° 7' 20" NB, 5° 9' 17" OL | 517565 | Welgelegen                    |
| Boschhoeve                    | Woonhuis                  | 1907     | J. van Burk                                       | Groenekanseweg 119    | 52° 7' 17" NB, 5° 9' 38" OL | 517566 | Boschhoeve                    |
| In 't Groen / De Kleine Weise | Woonhuis                  | 1929     | Frans den Tex                                     | Kastanjelaan 2        | 52° 7' 27" NB, 5° 9' 9" OL  | 517567 | In 't Groen / De Kleine Weise |
| Transformatorgebouw           | Nutsbedrijf               | 1940     | Provinciale Utrechtse Electriciteits Maatschappij | Ruigenhoeksedijk 3    | 52° 7' 31" NB, 5° 8' 37" OL | 517568 | Meer afbeeldingen             |

## Nieuwe Hollandse Waterlinie rond Fort Ruigenhoek
De volgende 20 onderdelen op en rond Fort Ruigenhoek (onderdeel van de Nieuwe Hollandse Waterlinie), zijn ingeschreven als Rijksmonument.
| Object                                                                            | Oorspronkelijke functie?  | Bouwjaar  | Architect | Locatie                  | Coördinaten?                | Nr.?   | Afbeelding        |
| --------------------------------------------------------------------------------- | ------------------------- | --------- | --------- | ------------------------ | --------------------------- | ------ | ----------------- |
| Nieuwe Hollandse Waterlinie Cluster 31 Fort Ruigenhoek: Fortaanleg en aardwerken. | Fort, vesting en -onderdl | 1869-1871 |           | Ruigenhoeksedijk bij 125 | 52° 7' 44" NB, 5° 7' 51" OL | 532307 | Meer afbeeldingen |
| Fort Ruigenhoek: Bomvrij wachtgebouw A.                                           | Militair wachtgebouw      | 1869-1871 |           | Ruigenhoeksedijk 125     | 52° 7' 43" NB, 5° 7' 46" OL | 532308 | Meer afbeeldingen |
| Fort Ruigenhoek: Bomvrije kazerne B.                                              | Bomvrij militair object   | 1869-1871 |           | Ruigenhoeksedijk bij 125 | 52° 7' 45" NB, 5° 7' 47" OL | 532309 | Meer afbeeldingen |
| Fort Ruigenhoek: Dubbele remise C.                                                | Bijgebouwen               | 1869-1871 |           | Ruigenhoeksedijk bij 125 | 52° 7' 46" NB, 5° 7' 46" OL | 532310 | Meer afbeeldingen |
| Fort Ruigenhoek: Remise D.                                                        | Militaire opslagplaats    | 1869-1871 |           | Ruigenhoeksedijk bij 125 | 52° 7' 45" NB, 5° 7' 51" OL | 532311 | Meer afbeeldingen |
| Fort Ruigenhoek: Remise E.                                                        | Bijgebouwen               | 1869-1871 |           | Ruigenhoeksedijk bij 125 | 52° 7' 47" NB, 5° 7' 46" OL | 532312 | Upload foto       |
| Fort Ruigenhoek: Verbruiksmagazijn F.                                             | Militaire opslagplaats    | 1869-1871 |           | Ruigenhoeksedijk bij 125 | 52° 7' 46" NB, 5° 7' 49" OL | 532313 | Meer afbeeldingen |
| Fort Ruigenhoek: Verbruiksmagazijn G.                                             | Militaire opslagplaats    | 1869-1871 |           | Ruigenhoeksedijk bij 125 | 52° 7' 45" NB, 5° 7' 43" OL | 532314 | Meer afbeeldingen |
| Fort Ruigenhoek: Verbruiksmagazijn H.                                             | Militaire opslagplaats    | 1869-1871 |           | Ruigenhoeksedijk bij 125 | 52° 7' 43" NB, 5° 7' 49" OL | 532315 | Upload foto       |
| Fort Ruigenhoek: Prefab mitrailleurkazematten.                                    | Kazemat                   | 1914-1918 |           | Ruigenhoeksedijk bij 125 | 52° 7' 52" NB, 5° 7' 51" OL | 532316 | Meer afbeeldingen |
| Fort Ruigenhoek: Drie betonnen observatieposten met toegangssluis.                | Waarnemingspost           | 1914-1918 |           |                          | 52° 7' 49" NB, 5° 7' 45" OL | 532317 | Meer afbeeldingen |
| Fort Ruigenhoek: Groepsschuilplaatsen Type P.                                     | Bomvrij militair object   | 1939-1940 |           | Ruigenhoeksedijk bij 125 | 52° 7' 44" NB, 5° 7' 52" OL | 532318 | Meer afbeeldingen |
| Fort Ruigenhoek: Drie betonblokken van koepelkazematten type G.                   | Bomvrij militair object   | 1939-1940 |           |                          | 52° 7' 41" NB, 5° 7' 50" OL | 532319 | Upload foto       |
| Fort Ruigenhoek: Fortwachterswoning.                                              | Bijgebouwen               | 1869-1871 |           | Ruigenhoeksedijk 125     | 52° 7' 41" NB, 5° 7' 44" OL | 532320 | Meer afbeeldingen |
| Bij Fort Ruigenhoek: Restanten / reconstructie van loopgraven.                    | Militair verblijfsgebouw  |           |           | Ruigenhoeksedijk bij 125 | 52° 7' 40" NB, 5° 7' 40" OL | 532327 | Meer afbeeldingen |
| Inundatieduiker / sluis.                                                          | Versperring               |           |           | Groenekanseweg, bij A27  | 52° 7' 29" NB, 5° 8' 47" OL | 532350 | Upload foto       |
| Fort Ruigenhoek: Brug.                                                            | Open verdedigingswerk     | 1869-1870 |           | Ruigenhoeksedijk bij 125 | 52° 7' 43" NB, 5° 7' 44" OL | 532453 | Meer afbeeldingen |

### Tussen De Gagel en Ruigenhoek
Deze onderdelen vormen een zogenaamde tussenstelling: een geheel van defensieve werken tussen twee forten om deze opening te 'dichten'.
| Object | Oorspronkelijke functie? | Bouwjaar  | Architect | Locatie                                                                         | Coördinaten?                | Nr.?   | Afbeelding |
| --- | ------------------------ | --------- | --------- | ------------------------------------------------------------------------------- | --------------------------- | ------ | --- |
| Nieuwe Hollandse Waterlinie Cluster 32. Tussen De Gagel en Ruigenhoek: Groepsschuilplaatsen Type P.; totaal 26 stuks, waarvan 6 stuks op het grondgebied van gemeente De Bilt | Bomvrij militair object  | 1939-1940 |           | Ruigenhoeksedijk, aan weerszijden van, tussen Fort Ruigenhoek en de snelweg A27 | 52° 7' 49" NB, 5° 8' 6" OL  | 532323 | Nieuwe Hollandse Waterlinie Cluster 32. Tussen De Gagel en Ruigenhoek: Groepsschuilplaatsen Type P.; totaal 26 stuks, waarvan 6 stuks op het grondgebied van gemeente De Bilt |
| Tussen De Gagel en Ruigenhoek: Betonblok van gietstalen koepelkazemat type G.                                                                                                 | Kazemat                  | 1939-1940 |           | Bij Gageldijk 87                                                                | 52° 7' 34" NB, 5° 7' 20" OL | 532324 | Tussen De Gagel en Ruigenhoek: Betonblok van gietstalen koepelkazemat type G.                                                                                                 |
| Tussen De Gagel en Ruigenhoek: Brug en inundatiesluis / damsluis met ontvangst- en lozingskommen.                                                                             | Versperring              | 1873      |           | Bij Kanonsdijk 7                                                                | 52° 7' 34" NB, 5° 7' 38" OL | 532325 | Tussen De Gagel en Ruigenhoek: Brug en inundatiesluis / damsluis met ontvangst- en lozingskommen.                                                                             |

## Nieuwe Hollandse Waterlinie rond Fort Voordorp
De volgende 12 onderdelen op en rond Fort Voordorp (onderdeel van de Nieuwe Hollandse Waterlinie), zijn ingeschreven als Rijksmonument.
| Object                                                                                          | Oorspronkelijke functie?  | Bouwjaar  | Architect | Locatie            | Coördinaten?                | Nr.?   | Afbeelding        |
| ----------------------------------------------------------------------------------------------- | ------------------------- | --------- | --------- | ------------------ | --------------------------- | ------ | ----------------- |
| Nieuwe Hollandse Waterlinie Cluster 35. Fort Voordorp: Fortaanleg met caponniere en aardwerken. | Fort, vesting en -onderdl | 1869-1870 |           | Voordorpsedijk 28B | 52° 6' 33" NB, 5° 9' 29" OL | 532352 | Meer afbeeldingen |
| Fort Voordorp: Bomvrije kazerne A.                                                              | Bomvrij militair object   | 1869-1870 |           | Voordorpsedijk 28B | 52° 6' 32" NB, 5° 9' 29" OL | 532353 | Meer afbeeldingen |
| Fort Voordorp: Poterne, remise B en bomvrij bouwwerk / caponniere.                              | Bomvrij militair object   | 1869-1870 |           | Voordorpsedijk 28B | 52° 6' 31" NB, 5° 9' 30" OL | 532354 | Meer afbeeldingen |
| Fort Voordorp: Dubbele remise C.                                                                | Versperring               | 1869-1870 |           | Voordorpsedijk 28B | 52° 6' 32" NB, 5° 9' 31" OL | 532355 | Meer afbeeldingen |
| Fort Voordorp: Bomvrij gebouw D / Verbruiksmagazijn.                                            | Bomvrij militair object   | 1869-1870 |           | Voordorpsedijk 28B | 52° 6' 33" NB, 5° 9' 32" OL | 532356 | Upload foto       |
| Fort Voordorp: Bomvrij gebouw E / verbruiksmagazijn.                                            | Bomvrij militair object   | 1869-1870 |           | Voordorpsedijk 28B | 52° 6' 34" NB, 5° 9' 33" OL | 532357 | Meer afbeeldingen |
| Fort Voordorp: Houten Bergloods (a).                                                            | Bijgebouwen               | 1869-1870 |           | Voordorpsedijk 28B | 52° 6' 33" NB, 5° 9' 30" OL | 532358 | Upload foto       |
| Fort Voordorp: Groepsschuilplaatsen Type P.                                                     | Bomvrij militair object   | 1939-1940 |           | Voordorpsedijk 28B | 52° 6' 33" NB, 5° 9' 29" OL | 532359 | Meer afbeeldingen |
| Fort Voordorp: Fortwachterswoning.                                                              | Militair verblijfsgebouw  | 1869-1870 |           | Voordorpsedijk 28B | 52° 6' 30" NB, 5° 9' 27" OL | 532360 | Meer afbeeldingen |
| Nieuwe Hollandse Waterlinie Cluster 36. Bij Fort Voordorp: Groepsschuilplaatsen type P.         | Bomvrij militair object   | 1939-1940 |           |                    | 52° 6' 46" NB, 5° 9' 11" OL | 532362 | Meer afbeeldingen |
| Bij Fort Voordorp: Betonblok van gietstalen koepelkazemat type G.                               | Kazemat                   | 1939-1940 |           |                    | 52° 6' 39" NB, 5° 9' 25" OL | 532363 | Upload foto       |
| Bij Fort Voordorp: Inundatieduiker / sluis.                                                     | Fort, vesting en -onderdl | 1815      |           |                    | 52° 6' 44" NB, 5° 9' 8" OL  | 532364 | Meer afbeeldingen |